# فابيولا روداس
فابيولا روداس (بالإسبانية: Fabiola Rodas)‏ هي مغنية غواتيمالية، ولدت في 6 سبتمبر 1992.